# Geotessili

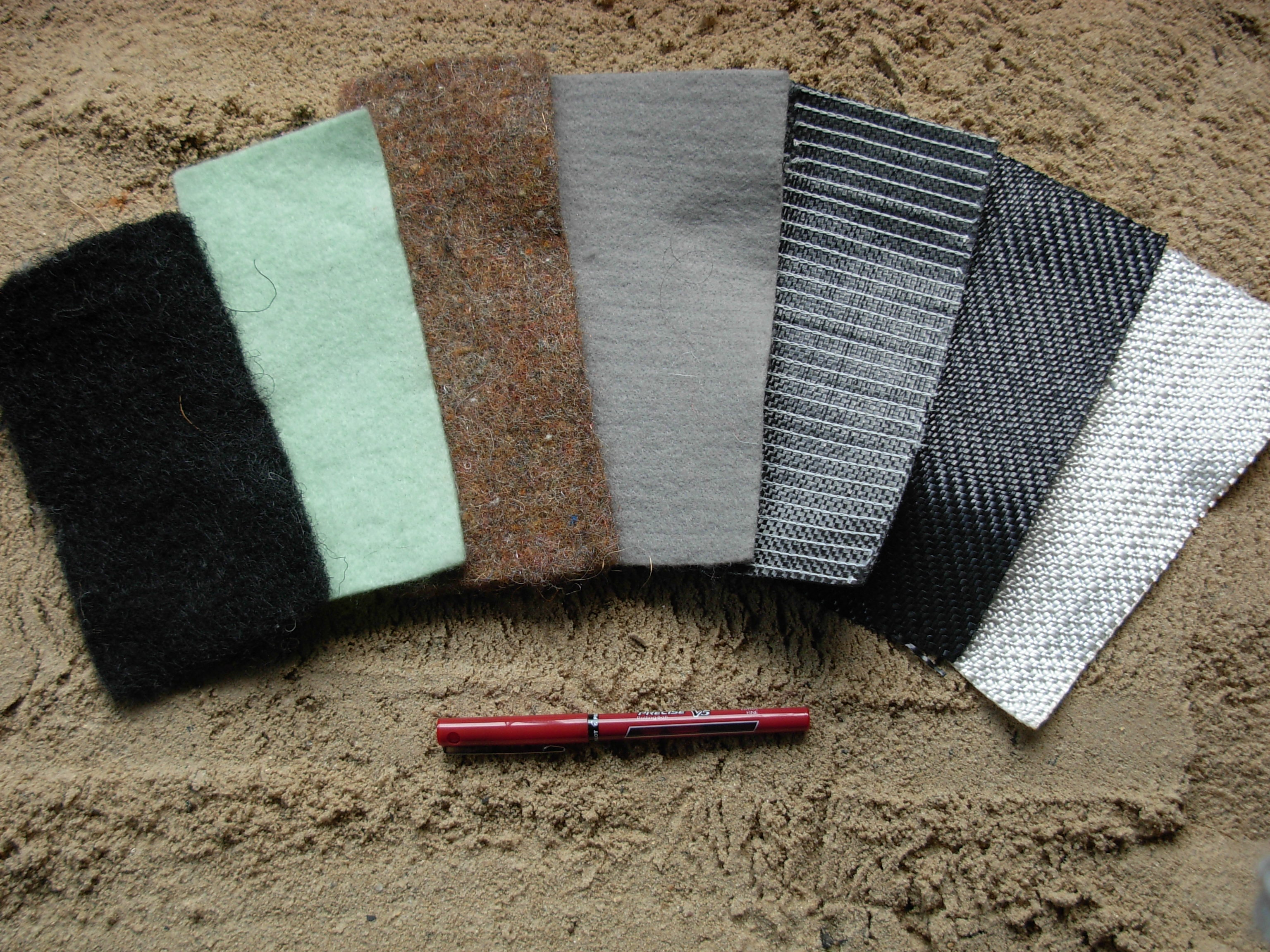
Esempi di tessuti e di nontessuti

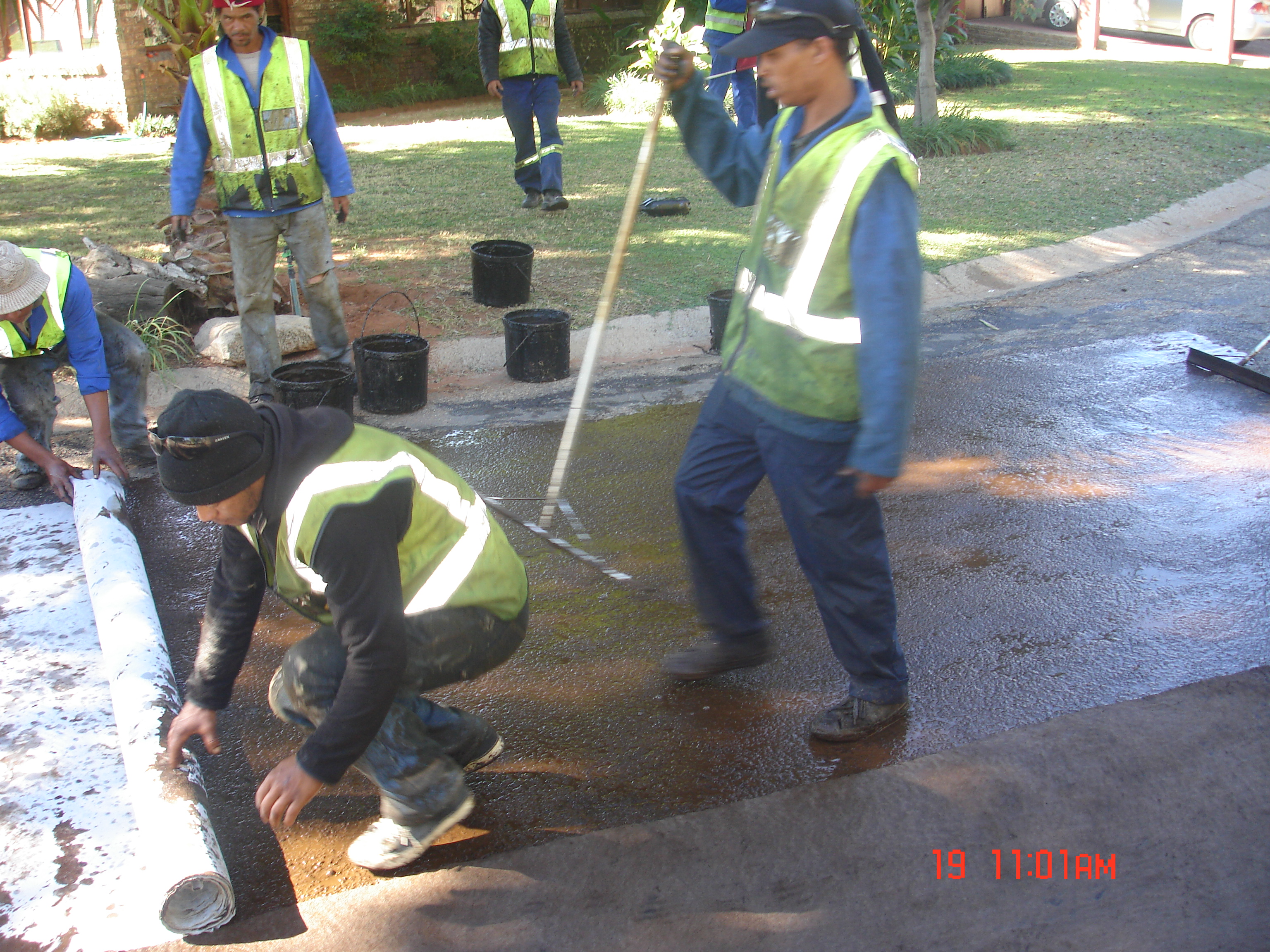
Applicazione dei geotessili su una strada in Sudafrica

I geotessili sono strutture piane permeabili che, utilizzate nel terreno, hanno la capacità di separare, filtrare, rinforzare, proteggere o drenare. Sono realizzati tipicamente in poliestere o polipropilene e possono essere del tipo tessuto (a trama e ordito) o nontessuto (composti da fibre disposte casualmente e coesionate tramite agugliatura e/o termocalandratura).

## Storia
I geotessili sono stati storicamente i primi tipi di materiali prodotti dall'industria tessile che hanno avuto un largo impiego nelle opere di ingegneria civile.

## Mercati e settori applicativi
I geotessili hanno molte applicazioni nell'ambito delle costruzioni e attualmente vengono utilizzati nei progetti di ingegneria civile tra cui la costruzione di strade, aeroporti, ferrovie, gallerie, discariche, argini, opere di sostegno, serbatoi, canali, dighe, lavori costieri e fluviali. Il vantaggio nel loro uso consiste nel migliorare la durata e la qualità dell'opera e di ridurre al minimo l'estrazione e l'utilizzo di aggregati naturali di cui vi è una disponibilità limitata e finita. In aggiunta ai numerosi benefici per la sostenibilità, l'utilizzo dei geotessili, permette la riduzione complessiva dei costi di costruzione.

## Aziende del settore
- Edilfloor
- Geo&tex2000
- Huesker
- Maccaferri
- Manifattura Fontana
- TeMa Technologies & Materials
- Tenax
- Viganò Pavitex